# لوسيو تان
لوسيو تان (بالصينية: 陈永栽,) هو مصرفي ورائد أعمال صيني، ولد في 17 يوليو 1934 في شيامن في الصين.

## وصلات خارجية
- لوسيو تان على موقع الموسوعة البريطانية (الإنجليزية)